# پارتنیوس مقدس
پارتنیوس مقدس ( انگلیسی: Saint Parthenius؛ – درگذشته سده سوم پس از میلاد مسیح ) قدیس و شهید ارمنی‌تبار مسیحی اهل اوکراین بود.

## زندگی‌نامه
وی در ارمنستان به دنیا آمد. وی در ۱۵ مه ۲۵۰ میلادی در رم درگذشت.